# Osieki (powiat słupski)
Osieki (kaszb. Òséki, niem. Wusseken) – osada w Polsce położona w województwie pomorskim, w powiecie słupskim, w gminie Kępice.
W latach 1975–1998 miejscowość administracyjnie należała do województwa słupskiego.

## Zabytki
- pałac wybudowany w XIX w., w ruinie do 1989. Zniszczony[3].